# أوزون التروبوسفير

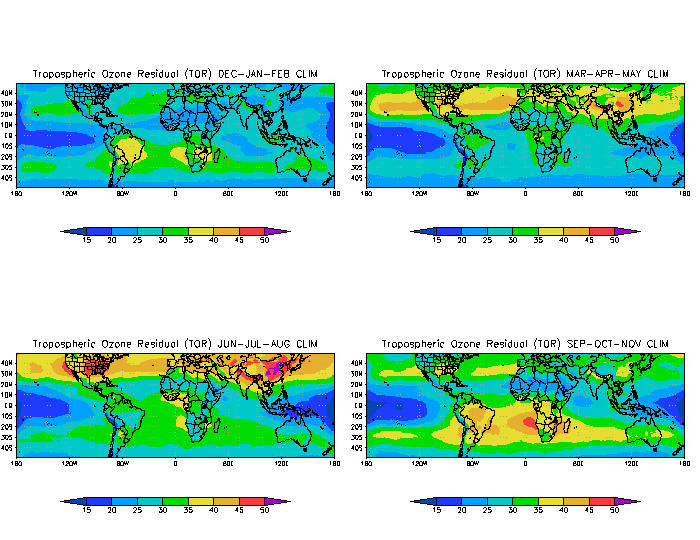
مناخ موسمي

الأوزون (O3)، هو غاز نزر في طبقة التروبوسفير من الغلاف الجوي للأرض، ويتراوح متوسط تركيزه بين 20 إلى 30 جزءًا من المليار حسب الحجم (ppbv)، مع اقترابه من 100 جزء من المليار في المناطق الملوثة. يعتبر الأوزون أيضًا مكونًا هامًا من طبقة الستراتوسفير، حيث توجد طبقة الأوزون بين 10 إلى 50 كيلومترًا فوق سطح الأرض. تعتبر التروبوسفير أدنى طبقات الغلاف الجوي للأرض. تمتد طبقة التروبوسفير من سطح الأرض إلى ارتفاع متغير يصل إلى 14 كيلومترًا تقريبًا فوق سطح البحر. يصل الأوزون إلى تركيزه الأدنى عند الطبقة الأرضية، أو ما يُعرف بطبقة الحدود الكوكبية، من التروبوسفير. ينشأ أوزون المستوى الأرضي، أو أوزون التروبوسفير، نتيجةً لتفاعلات كيمائية بين أكاسيد النيتروجين (غازات NOx) والمركبات العضوية المتطايرة (VOCs). يتشكل الأوزون عند مزج هذه المركبات الكيميائية في وجود ضوء الشمس. ويزداد تركيزه بزيادة الارتفاع فوق سطح البحر، ويصل ذروته عند التروبوبوز. يوجد 90% تقريبًا من إجمالي أوزون الغلاف الجوي في طبقة الستراتوسفير، و10% في طبقة التروبوسفير. ورغم انخفاض تركيز الأوزون في التروبوسفير عنه في الستراتوسفير، يعتبر أوزون التروبوسفير ذا أهمية كبيرة بسبب آثاره الصحية. يعتبر أوزون التروبوسفير أحد الغازات الدفيئة، ويمكن أن يساهم في ظاهرة الاحتباس الحراري. تدفع التفاعلات الكيميائية، والكيميائية الضوئية، الخاصة بتشكل الأوزون العديد من العمليات الكيميائية التي تحدث في التروبوسفير في الليل والنهار. وعند التركيزات المرتفعة بشكل غير طبيعي لأوزون التروبوسفير (وتعتبر الانبعاثات الناتجة عن احتراق الوقود الحفري أكبر المصادر لهذه التركيزات)، يمكن أن يعتبر هذا الأوزون غازًا ملوثًا، وأحد مكونات الضبخان. ارتفعت مستويات أوزون التروبوسفير بشكل كبير منذ الثورة الصناعية، بسبب انبعاثات أكاسيد النيتروجين والمركبات العضوية المتطايرة كمنتجات ثانوية للاحتراق. ومع زيادة الحرارة وضوء الشمس في أشهر الصيف، يتشكل المزيد من الأوزون؛ وهذا يفسر سبب ارتفاع مستويات التلوث في بعض المناطق خلال شهور الصيف. ورغم أنه نفس الجزيء، يعتبر أوزون التروبوسفير ضارًا بصحتنا، بخلاف أوزون الستراتوسفير الذي يحمي الأرض من الأشعة فوق البنفسجية الزائدة.
يتفكك الأوزون ضوئيًا عند الأطوال الموجية الأقل من 310 إلى 320 نانومترًا تقريبًا. يبدأ هذا التفاعل سلسلةً من التفاعلات الكيميائية التي تزيل أول أكسيد الكربون، والميثان، والهيدروكربونات الأخرى من الغلاف الجوي عبر الأكسدة. وبالتالي، يتحكم تركيز أوزون التروبوسفير في مدة بقاء هذه المركبات في الهواء. وإذا حدثت أكسدة أول أكسيد الكربون والميثان في وجود أكسيد النيتروجين (NO)، ستؤدي سلسلة التفاعلات إلى إنتاج كمية من الأوزون مضافة إلى النظام.

## القياس
يمكن قياس الأوزون في الغلاف الجوي باستخدام تقنية الاستشعار عن بُعد، أو من خلال تقنية المراقبة في الموقع. يعتبر قياس الكمية الممتصة من طيف الأشعة فوق البنفسجية في الغلاف الجوي أكثر الطرق شيوعًا لقياس الأوزون؛ لأنه يمتص الضوء في طيف الأشعة فوق البنفسجية. وبسبب ارتفاع تركيز الأوزون في طبقة الستراتوسفير مقارنةً بالتروبوسفير، من المهم أن تكون أجهزة الاستشعار عن بعد قادرةً على تحديد الارتفاع بجانب قياسات التركيز. يعتبر جهاز TOMS-EP، الموجود على متن أحد الأقمار الاصطناعية التابعة لوكالة ناسا، مثالًا لأقمار قياس طبقة الأوزون، ويعتبر جهاز TES مثالًا لأقمار قياس أوزون التروبوسفير الاصطناعية. يعتبر الليدار تقنيةً أرضيةً قائمةً على الاستشعار عن بعد لقياس الأوزون. ويعتبر TOLnet شبكةً من تقنيات الليدار المستخدمة في مراقبة الأوزون عبر الولايات المتحدة. 
تعتبر مسابير الأوزون تقنيةً لقياسات الأوزون المحلية، أو في الموقع. يتكون مسبار الأوزون من جهاز لقياس الأوزون متصل بأحد مناطيد الطقس، حتى يتمكن الجهاز من قياس تركيز الأوزون عند ارتفاعات مختلفة عبر المسار الصاعد للمنطاد. وتُبث المعلومات التي جمعها الجهاز المتصل بالمنطاد إلى الأرض باستخدام تقنية المسبار اللاسلكي. عملت الإدارة الوطنية للمحيطات والغلاف الجوي (NOAA) لإنشاء شبكة عالمية من قياسات أوزون التروبوسفير باستخدام مسابير الأوزون.
يمكن قياس الأوزون أيضًا في شبكات الرصد البيئي لجودة الهواء. وفي هذه الشبكات، تُستخدم حساسات الأوزون في الموقع القائمة على خواص امتصاص الأوزون للأشعة فوق البنفسجية لقياس مستويات الأوزون بوحدة الجزء من المليار في الهواء المحيط.
يُقاس إجمالي الأوزون في الغلاف الجوي (الذي يُعرض أحيانًا في تقارير الطقس) في عمود يمتد من السطح إلى قمة الغلاف الجوي، ويسود هذا العمود تركيزات عالية من أوزون الستراتوسفير. تتضمن الوحدات النموذجية لقياس الأوزون لهذه الأغراض كلًا من وحدة دوبسون والملي مول لكل متر مربع (mmol/m2).

## الآثار الصحية
تعتمد الآثار الصحية على وجود المركبات الأولية للأوزون، وهي مجموعة من الغازات الملوثة، والتي تتولد بشكل رئيسي خلال احتراق الوقود الحفري. ينشأ أوزون المستوى الأرضي من تفاعل أكاسيد النيتروز مع المركبات العضوية في وجود ضوء الشمس. ويوجد العديد من المصادر البشرية لهذه المركبات العضوية، بما يتضمن انبعاثات المركبات والمصانع، بجانب العديد من المصادر الأخرى. ينتج تلوث أوزون المستوى الأرضي (أوزون التروبوسفير) نتيجةً للتفاعل بين الأشعة فوق البنفسجية لضوء النهار وهذه المركبات الأولية للأوزون. يُعرف الأوزون بأنه يسبب الآثار الصحية التالية عند تركيزاته في هواء المناطق الحضرية:
- تهييج الجهاز التنفسي، ما يُسبب السعال، وتهييج الحلق، والشعور بعدم الراحة في الصدر. يؤثر الأوزون أيضًا على الأشخاص المصابين بأمراض تنفسية مثل الربو، وداء الانسداد الرئوي المزمن (COPD)، وسرطان الرئة، بالإضافة إلى الذين يمارسون أنشطةً لفترات طويلة خارج المنزل.[10]
- انخفاض وظيفة الرئة، ما يزيد من صعوبة التنفس بعمق وبقوة. يصبح التنفس أكثر سرعةً وسطحيةً مقارنةً بالحالات الطبيعية، ويمكن أن تصبح قدرة المريض على ممارسة الأنشطة العنيفة محدودةً. يسبب الأوزون أيضًا انقباض عضلات مجرى الهواء، والتي تحبس الهواء داخل الحويصلات الهوائية، ما يؤدي إلى أزيز وضيق التنفس.
- تفاقم حالات الربو. فعندما ترتفع مستويات الأوزون، يصاب المزيد من مرضى الربو بالنوبات التي تستدعي تدخل الطبيب أو استخدام الأدوية. ومن بين أسباب هذه الحالات، أن الأوزون يجعل المرضى أكثر حساسيةً لمولدات الحساسية، والتي تؤدي بدورها إلى نوبات الربو.

## زيادة العرضة للعدوى التنفسية.
التهاب وتلف بطانة الرئتين. فخلال بضعة أيام، تتساقط الخلايا التالفة وتُستبدل مثل تقشر الجلد بعد حروق الشمس. وتقترح الدراسات على الحيوانات بأن هذه النوع من الالتهاب يحدث بشكل متكرر على مدار فترات زمنية طويلة (شهور، وسنوات، وعلى مدار الحياة)، وبالتالي تصاب الأنسجة الرئوية بندبات دائمة، ما يؤدي إلى فقدان دائم في وظيفة الرئة وانخفاض جودة الحياة.
تقترح الدراسات الأحدث أن الأوزون أيضًا يمكن أن يسبب آثارًا ضارةً عبر مسار الالتهاب تؤدي إلى أمراض القلب، ومرض السكري النوع الثاني والاضطرابات الأيضية الأخرى.
لوحظ في تسعينيات القرن العشرين أن أوزون المستوى الأرضي يمكن أن يُعجل من الوفاة ببضعة أيام في التجمعات السكانية الضعيفة والأكثر عرضة للأمراض. وجدت دراسة على 95 مجتمعًا كبيرًا من المجتمعات الأمريكية الحضرية ارتباطًا وثيقًا بين مستويات الأوزون والموت السابق لأوانه. قدرت الدراسة أن الانخفاض في تركيزات الأوزون بالمناطق الحضرية بمقدار الثلث يمكن أن ينقذ 4000 حياة في العام (بيل وآخرون، 2004). يسبب أوزون التروبوسفير 22 ألف وفاة سابقة لأوانها كل عام في 25 دولةً بالاتحاد الأوروبي.